# Asura xanthophaea
Asura xanthophaea là một loài bướm đêm thuộc phân họ Arctiinae, họ Erebidae.